# Dysodia
Dysodia is een geslacht van vlinders uit de familie van de venstervlekjes (Thyrididae). De wetenschappelijke naam van het geslacht is voor het eerst geldig gepubliceerd in 1860 door Brackenridge Clemens.
De soorten van dit geslacht hebben korte brede vleugels met gekartelde randen. Ze komen voor in de tropen en subtropen van Noord- en Zuid-Amerika, Afrika en Azië.
De rupsen van Dysodia maken een nauwsluitende conisch-cilindrische koker door een segment uit een blad van de waardplant te snijden en op te rollen. De rups eet het binnenste van deze koker. Ze kan meerdere dagen met een blad toekomen. Voor ze verpopt spint de rups een zijdecocon tussen twee overlappende bladeren of in de bladrol.

## Soorten
- D. acrotoma Dyar, 1919
- D. albifurca Hampson, 1893
- D. amania Whalley, 1968
- D. angulisola Dyar, 1913
- D. antennata Whalley, 1968
- D. bifenestrata Semper, 1902
- D. binoculata Warren, 1901
- D. borro Dyar, 1913
- D. brandbergensis Thiele, 2004
- D. callista Dyar, 1913
- D. collinsi Whalley, 1968
- D. confusata Warren, 1908
- D. constellata Warren, 1908
- D. crassa (Walker, 1865)
- D. derufata Warren, 1908
- D. dixozona Dyar, 1913
- D. fenestratella Warren, 1900
- D. ferruginous Chu & Wang, 1991
- D. flagrata (Walker, 1865)
- D. flavidula Warren, 1908
- D. fumida Whalley, 1968
- D. granulata (Neumoegen, 1883)
- D. hamata Whalley, 1968
- D. hypothyris Dyar, 1916
- D. immargo Dyar, 1913
- D. incognita Whalley, 1968
- D. ingenicula Dyar, 1913
- D. innubila Warren, 1908
- D. intermedia (Walker, 1865)
- D. lineata Druce, 1889
- D. longalis Forbes, 1942
- D. lusia Druce, 1889
- D. lutescens Whalley, 1968
- D. magnifica Whalley, 1968
- D. meyi Thiele, 2004
- D. miniata (Walker, 1863)

- D. monava Dyar, 1913
- D. namibiensis Thiele, 2004
- D. nipsa Druce, 1889
- D. nomima Dyar, 1913
- D. oculatana Clemens, 1860
- D. parvita Whalley, 1971
- D. pennitarsis Hampson, 1906
- D. plena (Walker, 1865)
- D. pyrsocoma Dyar, 1913
- D. rajah (Boisduval, 1874)
- D. remie Dyar, 1913
- D. rufiflava Hampson, 1906
- D. sica Druce, 1889
- D. siccifolia (Moore, 1881)
- D. speculifera (Sepp, 1852)
- D. spissicornis Warren, 1908
- D. subsignata Warren, 1908
- D. summargo Dyar, 1913
- D. thyridina Felder, Felder & Rogenhofer, 1874
- D. traumatias Dyar, 1913
- D. viridatrix (Walker, 1858)
- D. vitrina (Boisduval, 1829)
- D. zellerii (Dewitz, 1881)